# Ateleia insularis
Ateleia insularis är en ärtväxtart som beskrevs av Paul Carpenter Standley. Ateleia insularis ingår i släktet Ateleia och familjen ärtväxter. Inga underarter finns listade i Catalogue of Life.